# Одинак (фільм, 2013)
«Одинак» (фр. «En solitaire») — французький художній фільм-драма режисера Крістофа Оффенштейна. Вийшов в прокат 25 серпня 2013 року.

## Сюжет
Ян Кермадек (Франсуа Клюзе) в останню хвилину заміщає свого друга на навколосвітніх перегонах вітрильників Вандей Глоб. В ході перегонів, Кермадек, на той момент — лідер, повинен зупинитися, щоб полагодити зламане стерно. Ця зупинка змінює для нього весь хід перегонів…

## У ролях
- Франсуа Клюзе — Ян Кермандек
- Самі Сегір — Мано Ікса
- Вірджинія Ефіра — Марі Древіль
- Ґійом Кане — Франк Древіль
- Карін Ванасс — Мег Емблінг
- Арлі Жовер — Ганна Брюкнер